# 莊嵩

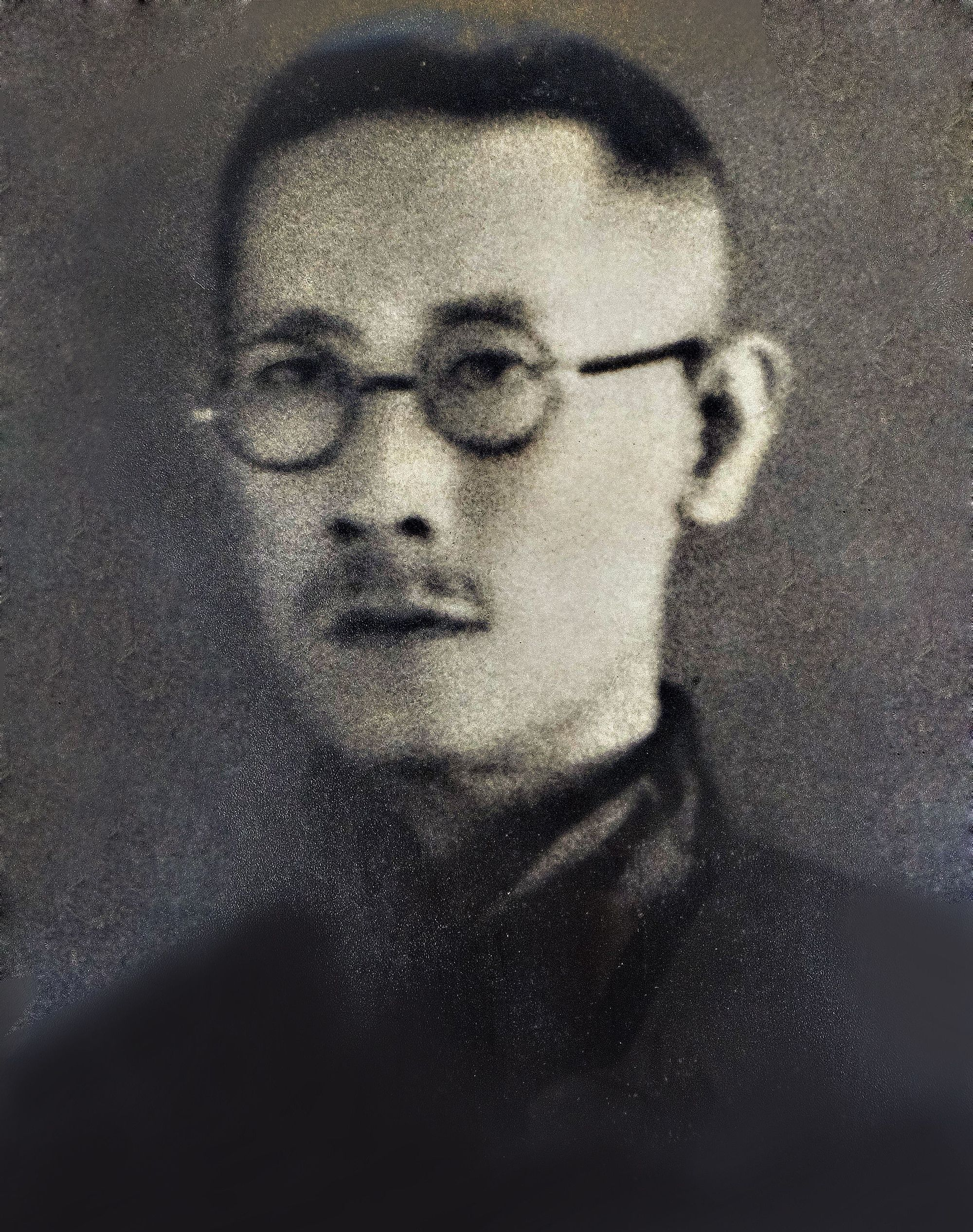
莊嵩肖像

莊嵩（1880年—1938年），譜名垂訓，字伊若，號太岳，晚號劣存，又號松陵:51，臺灣彰化縣鹿仔港堡（今鹿港鎮）詩人、社會運動者。

## 生平
莊嵩生於光緒六年（1880年），父莊士哲，叔父莊士勳:51，弟莊垂勝:199。1902年畢業於臺中師範學校（今國立臺中教育大學）:198，後在鹿港公學校（今鹿港國小）擔任教職:198，因於課堂中不斷對學生灌輸傳統文化而被開除:56:198，1906加入櫟社:198。1909年受霧峰林家之聘前往授課，翌年成為西席:198，後赴草鞋墩（今南投縣草屯鎮）組織讀書會，然因被人檢舉為不法結社，遭到解散:106。1917年和施家本、丁寶濂一同創辦「大治吟社」，由施家本擔任首任社長，施過世後由其接任:198。1919年任臺灣文社理事，1921年為櫟社理事:198。1927年參加霧峰革新青年會，教授漢學，1930年任霧峰「漢文研究會」講師，1932年與林攀龍共組「一新會」，翌年5月擔任該會旗下「一新義塾」漢文教師:198。
1915年臺灣公立臺中中學校（今臺中市立臺中第一高級中等學校）成立，〈臺中中學創立紀念碑記〉之內容即由其所撰寫。1920年參加臺灣議會設置請願運動:198，後在1937年病倒，次年元月病逝:106。

## 作品及風格
莊嵩寫詩風格以「感世憂時者」最多，彭國棟《廣臺灣詩乘》表示其作品「多眷懷故國之作」；《彰化縣志稿：文化志》云「詞句皆以忠愛為題」；李漁叔《千里齋隨筆》則稱：「太岳孤憤流露，憂危困頓已歿。平生難言之隱，悉託於詩。」莊嵩之詩作大部分均較含蓄內斂，但在筆觸中蘊含憂傷之情，至晚年詩作愈發淒涼:106。其贈答詩多內含深意，或表達出對友人的情感，如〈乙卯重午與癡仙同作〉有「彩絲續命人將老，深樹鳴蜩日又昏。廿載華胥空作夢，一時枉渚與招魂」之句，抒發自己有志難伸之惆悵心情。〈題蔣君渭水遺集〉：「心血拋餘為愛羣，紛紛熱淚灑成文。那知是淚還為血，一片糢糊辨不分。」則藉哀悼友人去世，表現出傷感氛圍:24-25。
《台中市文學史初編》形容莊嵩之詠物詩：「自然平淡，感情真誠而溫馨。」由〈春燕〉「傷心危幕依人計，勞汝呢喃話感恩」「莫怪天涯棲不穩，杏梁春暖故巢存」之句即可印證。〈曝鹽〉：「官營資撈戶，私販禁姦民。」「連阡收石子，專利汝何人。」則一改其之前的敦厚詩風，有濃烈之諷刺意味:25。〈老鶴〉：「回首仙山一愴然……只今非復周時代，空憶乘軒食俸年。」則顯現出自身衰老的無力感:25。此外莊嵩亦擅長書法，對楷書及草書頗有研究，在鹿港天后宮書有：「廟建鹿江，覩氣象重新，直憶兒時嬉戲地；神依鯤島，歷滄桑再易，常憶母德帡幪人。」之楹聯:52。

## 詩集
莊嵩作品於1968年由其子莊幼岳收集出版《太岳詩草》，1987年又加進早年詩作600多首，輯為《太岳詩草補遺》，1992年二者合為《太岳詩草》:24。

## 家庭
妻吳婉，為鳳山縣儒學訓導吳鴻賓之女，育有四子三女，長子莊銘鏞、次子莊銘璫（莊少岳）、三子莊銘瑄（莊幼岳）、四子莊銘玠、長女莊秀闈、次女莊綉簾、三女莊秀鈿。其中莊幼岳亦為詩人及書法家:199。